# Lisboa Film Festival
O Lisboa Film Festival (LEFFEST, conhecido anteriormente como Estoril Film Festival e Lisbon & Estoril Film Festival e ainda Lisbon & Sintra Film Festival) é um festival de cinema realizado anualmente em novembro em Lisboa, Portugal. Foi estabelecido em 2007 como European Film Festival.
Em 2011 teve 45.146 espectadores.

## Premiações realizadas pelo festival
- Prémio de melhor filme
- Prémio Especial do Júri
- Prémio Revelação TAP – Melhor realizador
- Prémio para a melhor curta-metragem
- Prémio para a melhor curta-metragem - Menção honrosa